# Louise Slaughter
Pour les articles homonymes, voir Slaughter.
Louise Slaughter, née Dorothy Louise McIntosh le 14 août 1929 à Lynch (Kentucky) et morte le 16 mars 2018 à Washington (district de Columbia), est la représentante des États-Unis pour le 25e district congressionnel de New York de 1987 à 2018, membre du Parti démocrate. 

## Biographie
Louise Slaughter est originaire du comté de Harlan dans le Kentucky, où son père travaille dans les mines de charbon. Elle étudie à l'université du Kentucky d'où elle sort diplômée de microbiologie en 1953. Elle déménage à Fairport, près de Rochester, dans les années 1950.
Elle est élue à la législature du comté de Monroe de 1976 à 1979. Elle est parallèlement coordinatrice régionale pour le département d'État de New York, puis pour le lieutenant-gouverneur de l'État. En 1982, elle est élue à l'Assemblée de l'État de New York.
En 1986, elle se présente à la Chambre des représentants des États-Unis. Elle est élue représentante en battant le républicain sortant Fred Eckert avec 51 % des voix. De 1988 à 1996, elle est réélue tous les deux ans avec des scores compris entre 55 et 60 % des suffrages. De 1998 à 2010, elle est constamment réélue avec plus de 60 % des voix et dépasse même les 70 % entre 2004 et 2008. Durant les 110e et 111e congrès, elle préside le Comité du règlement de la Chambre des représentants.
Avant les élections de 2012, son district est largement redécoupé et devient plus favorable aux républicains, même s'il a majoritairement voté pour Barack Obama en 2008. Elle affronte la républicaine Maggie Brooks et l'emporte avec 57,4 % des voix. Elle est réélue de justesse en 2014 avec 50,2 % des suffrages face au républicain Mark Assini.

## Hommage
- National Women's Hall of Fame (2019)[5].

## Historique électoral

### Chambre des représentants
| Année | Louise Slaughter | Rép     | Autres |
| ----- | ---------------- | ------- | ------ |
| Année |                  |         |        |
| 1986  | 50,99 %          | 49,01 % | —      |
| 1988  | 56,87 %          | 39,49 % | 3,64 % |
| 1990  | 59,02 %          | 40,98 % | —      |
| 1992  | 55,24 %          | 44,02 % | 0,74 % |
| 1994  | 56,64 %          | 40,07 % | 3,30 % |
| 1996  | 57,25 %          | 42,75 % |        |
| 1998  | 64,79 %          | 30,77 % | 4,45 % |
| 2000  | 65,71 %          | 32,64 % | 1,65 % |
| 2002  | 62,46 %          | 37,54 % |        |
| 2004  | 72,61 %          | 24,81 % | 2,58 % |
| 2006  | 73,17 %          | 26,83 % |        |
| 2008  | 77,99 %          | 22,00 % | 0,01 % |
| 2010  | 64,90 %          | 35,07 % | 0,03 % |
| 2012  | 57,36 %          | 42,55 % | 0,08 % |
| 2014  | 50,16 %          | 49,71 % | 0,12 % |
| 2016  | 56,15 %          | 43,78 % | 0,07 % |